# Governació de Ben Arous
La governació o wilaya de Ben Arous (àrab: ولاية بن عروس, wilāyat Bin ʿArūs) és una divisió administrativa de primer nivell de Tunísia. La capital és la ciutat de Ben Arous. La governació té 761 km² i l'any 2008 tenia una població estimada en 555.700 habitants (531.200 l'any 2006). El governador és designat pel president de la república.

## Economia
El seu territori és industrial i agrícola amb una vintena de zones industrials (destacant Mégrine, Sidi Rézig, Radès, Ezzahra i El M'ghira) i una zona industrial privada al sud del llac de Tunis.

## Organització administrativa
La governació fou creada el 3 de desembre de 1983, per segregació de la governació de Tunis. El seu codi geogràfic és 13 (ISO 3166-2:TN-12).

### Delegacions
Està dividida en tretze delegacions o mutamadiyyes i 75 sectors o imades:
- Ben Arous (13 51)
  - Ben Arous Est (13 51 51)
  - Cité Ibn Arafa (13 51 52)
  - El Mehiri (13 51 53)
  - Ben Arous Ouest (13 51 54)
  - Sidi Ben Arous (13 51 55)
  - Cité El Iskane (13 51 56)
- La Nouvelle Médina (13 52)
  - La Nouvelle Médina 1 (13 52 51)
  - La Nouvelle Médina 2 (13 52 52)
  - Sidi Mosbah (13 52 53)
  - El Yasminet (13 52 54)
  - Errabta (13 52 55)
- El Mourouj (13 53)
  - El Mourouj 1 (13 53 51)
  - El Mourouj 3 (13 53 52)
  - El Mourouj 4 (13 53 53)
  - El Mourouj 5 (13 53 54)
  - Bir Kassaa (13 53 55)
  - Farhat Hached (13 53 56)
- Hammam Lif (13 54)
  - Hammam Lif Ville (13 54 51)
  - Hammam Lif Ville 2 (13 54 52)
  - Hammem Lif Bou Kornine (13 54 53)
  - Farhat Hached (13 54 54)
  - Hammam Lif El Malaab (13 54 55)
  - Cité Mohamed Ali (13 54 56)
- Hammem Chatt (13 55)
  - Bir El Bey (13 55 51)
  - Borj Cedria (13 55 52)
  - Hammem Chatt (13 55 53)
- Bou Mhel El Bassatine (13 56)
  - Bou Mhel (13 56 51)
  - El Bassatine (13 56 52)
  - Chêla (13 56 53)
  - El Bassatine Ouest (13 56 54)
- Ez-Zahra (13 57)
  - Ez-Zahra Ville (13 57 51)
  - Cité El Habib (13 57 52)
  - 18 Janvier (13 57 53)
  - Borj El Louzir (13 57 54)
- Radès (13 58)
  - Radès Ville (13 58 51)
  - Radès Mellaha (13 58 52)
  - Taieb Mehiri (13 58 53)
  - Radès Remada (13 58 54)
  - Mongi Slim (13 58 55)
  - Radès Forêt (13 58 56)
  - Radès Meliane (13 58 57)
  - Noubou (13 58 58)
- Mégrine (13 59)
  - Mégrine Superieure (13 59 51)
  - Mégrine Riadh (13 59 52)
  - Jawhara (13 59 53)
  - Menzel Mabrouk (13 59 54)
  - Mégrine Chaker (13 59 55)
  - Mégrine Chaker 2 (13 59 56)
  - Sidi Rezig (13 59 57)
  - Sidi Rezig 2 (13 59 58)
- Mohamedia (13 60)
  - Mohamedia (13 60 51)
  - Mongi Selim (13 60 52)
  - Cité Es-Saada (13 60 53)
  - Cité El Nassim (13 60 54)
  - Sidi Frej (13 60 55)
- Fouchana (13 61)
  - Fouchana (13 61 51)
  - Cité El Mostakbel (13 61 52)
  - El Hidhab (13 61 53)
  - El Moghira (13 61 54)
  - Nâassen (13 61 55)
  - Chebeda (13 61 56)
  - Douar ElHouch (13 61 57)
- Mornag (13 62)[4]
  - Mornag
  - Mornag Ouest
  - Ez-Zaouia
  - Djebel Ressas
  - Kabouti
  - Sidi Saad
  - Errisala
  - Sidi Salem El Garsi

- Khelidia[4]
  - Khelidia
  - Essalem
  - Oudna
  - El Kessibi
  - El Gounna
  - Ain Rekad

### Municipalitats
Està dividida en tretze municipalitats o baladiyyes i quatre circumscripcions o dàïres:
- Ben Arous (13 11)
  - Ben Arous Est (13 11 11)
  - Ben Arous Ouest (13 11 12)
  - La Nouvelle Médina (13 11 13)
  - Sidi Mosbah (13 11 14)
- El Mourouj (13 12)
- Hammam Lif (13 13)
- Hammam Chott (13 14)
- Bou Mhel El Bassatine (13 15)
- Ez-Zahra (13 16)
- Radès (13 17)
- Mégrine (13 18)
- Mhamedia (13 19)
- Mornag (13 20)
- Khelidia (13 21)
- Fouchana (13 22)
- Naassen (13 23)

## Agermanaments
La governació de Ben Arous està agermanada a la regió italiana del Laci (14 d'octubre de 2002) i a la regió francesa Nord-Pas de Calais.